# J Allard
J Allard (nascido James Allard, em 12 de janeiro de 1969) é um ex-executivo da Microsoft que foi cofundador do Xbox. Ele também foi diretor de tecnologia e experiência para a Divisão de Entretenimento e Dispositivos da Microsoft. Natural de Glens Falls, Nova Iorque, Allard liderou a Intellivision Entertainment como diretor global. É atual diretor executivo da Project 529, uma empresa que desenvolve software para ciclistas e aplicatição da lei.